# Gistaín (kommunhuvudort)
Gistaín är en kommunhuvudort i Spanien.   Den ligger i provinsen Provincia de Huesca och regionen Aragonien, i den nordöstra delen av landet, 400 km nordost om huvudstaden Madrid. Gistaín ligger 1 406 meter över havet och antalet invånare är 158.
Terrängen runt Gistaín är huvudsakligen bergig, men den allra närmaste omgivningen är kuperad. Gistaín ligger nere i en dal. Runt Gistaín är det mycket glesbefolkat, med 3 invånare per kvadratkilometer. Närmaste större samhälle är Benasque, 15,5 km öster om Gistaín. I omgivningarna runt Gistaín växer i huvudsak barrskog.